# Riama
Riama – rodzaj jaszczurek z rodziny okularkowatych (Gymnophthalmidae).

## Zasięg występowania
Rodzaj obejmuje gatunki występujące w Kolumbii i Ekwadorze.

## Systematyka

### Etymologia
- Riama: J.E. Gray nie wyjaśnił pochodzenia nazwy rodzajowej[1].
- Emphrassotis: gr. εμφρασσω emphrassō „zamknąć, zatknąć, zablokować”[5]; -ωτις ōtis „-uchy”, od ους ous, ωτος ōtos „ucho”[6]. Gatunek typowy: Emphrassotis simoterus O’Shaughnessy, 1879.

### Podział systematyczny
Do rodzaju należą następujące gatunki: 
- Riama anatoloros (Kizirian, 1996)
- Riama antioquensis (Arredondo, 2013)
- Riama balneator (Kizirian, 1996)
- Riama cashcaensis (Kizirian & Coloma, 1991)
- Riama colomaromani (Kizirian, 1996)
- Riama columbiana (Andersson, 1914)
- Riama labionis (Kizirian, 1996)
- Riama meleagris (Boulenger, 1885)
- Riama orcesi (Kizirian, 1995)
- Riama raneyi (Kizirian, 1996)
- Riama simotera (O’Shaughnessy, 1879)
- Riama stigmatoral (Kizirian, 1996)
- Riama striata (Peters, 1863)
- Riama unicolor Gray, 1858
- Riama yumborum Aguirre-Penafiel, Torres-Carvajal, Sales-Nunes, Peck & Maddock, 2014